# Platja de Santa Cristina
La platja de Santa Cristina està situada al terme municipal de Lloret de Mar (la Selva), a la Costa Brava sud, entre els penya-segats del Jardí Botànic Pinya de Rosa i la pineda que envolta el camí que porta a l'Ermita de Santa Cristina. Orientada a l'est, té una longitud de 319 m i una amplada mitjana de 32 m, formada por sorra mitjana i gruixuda, i un pendent d'entrada a l'aigua fort. Disposa de tota mena de serveis (servei de salvament i primers auxilis, vigilància i seguretat, servei de neteja del passeig i la sorra), d'equipaments (dutxes, WC, papereres), senyalització (canals d'entrada i sortida d'embarcacions, platja abalisada a 200 m, banderes de senyalització de l'estat de la mar), i activitats d'oci (lloguer de para-sols i gandules, creuers turístics, quiosc de venda de gelats i begudes, restaurants, zona esportiva)
S'hi accedeix per la carretera GI-682 (Blanes-Lloret). L'accés motoritzat a la cala no és permès, i la zona d'aparcament queda a uns 200 metres de la platja, davant l'ermita que dona nom al paratge.
Està delimitada per la Punta de Llevant i per les roques d'Es Canó, que la separen de la platja de Treumal. Les roques d'Es Canó formen un petit golf que serveix de refugi quan bufa el garbí o llebeig. Aquest espai és conegut amb el nom d'Es Racó de Garbí. És on comença la corba que forma la platja de Santa Cristina que acaba al Racó de Llevant, sota uns penyals plens de pins. Enfilant el camí que porta a la platja, anem a parar a l'Ermita de Santa Cristina.
L'Agència Catalana de l'Aigua efectua un control setmanal de la qualitat de l'aigua, durant la temporada de bany, amb el resultat d'excel·lent. La platja ha estat distingida amb el distintiu de Bandera Blava, que reconeix internacionalment la qualitat de l'aigua i serveis.